# Hiroshi Fujii
| 20073 Yumiko    | 9 gennaio 1994 |
| 43859 Naoyayano | 9 gennaio 1994 |

Hiroshi Fujii (...) è un astronomo giapponese.
Il Minor Planet Center gli accredita la scoperta di due asteroidi, effettuate entrambe nel 1994 in collaborazione con Takao Kobayashi.